# Carlos Mazón Guixot
Carlos Mazón Guixot (n. 8 aprilie 1974, Alicante, Spania) este un politician și avocat spaniol.

## Biografie
Din punct de vedere politic, este membru al Partidului Popular al Comunității Valenciene (PPCV). A absolvit Dreptul la Universitatea din Alicante (UA). În 1999 și-a început cariera politica de manieră profesională atunci când a fost numit Director General al Institutului Valencian de Tineret (IVAJ).
Apoi, în 2003, a devenit Directorul General al Comerțului și Consumului din cadrul Generalitătii Valenciane iar un an mai târziu, din sarcinile sale i-a fost scoasă competența asupra Comerțului și i-a fost conferită competența asupra Siguranței în industrie.
În 2007 a fost numit în funcția de Vicepreședinte al IV-lea al Consiliului Provincial Alicante și în funcția de Deputat provincial al Cooperatiei. 
Mai târziu, în 2009, a devenit Director General al Camerei de Comerț, Industrie, Servicii și Navigație din Alicante.
La 19 iulie 2019, a fost numit ca nou Președinte al Consiliului Provinciei Alicante   , ca succesor al omului politic César Sánchez Pérez. După ce a fost ales, pe 20 iulie 2020, Carlos Mazón Guixot este președintele Partidului Popular al provinciei Alicante.